# Kapucinerabe
Kapucineraben (Cebus capucinus), også kaldet hvidhalset kapucinerabe, er en art blandt den nye verdens aber (vestaber). Den er hjemmehørende i skovene i Mellemamerika og den aller nordligste del af Sydamerika. Kapucineraben er blandt de bedst kendte aber. Den er mest sort, men med et lyserødt ansigt og med hvid pels på meget af kroppens forside.